# Temenis ariadne
Temenis ariadne är en fjärilsart som beskrevs av Pieter Cramer 1779. Temenis ariadne ingår i släktet Temenis och familjen praktfjärilar. Inga underarter finns listade i Catalogue of Life.